# IEEE/ACM Transactions on Networking
IEEE/ACM Transactions on Networking é uma revista científica que foca em redes de comunicação. É patrocinada pela IEEE Communications Society, a IEEE Computer Society, e o ACM Special Interest Group on Data Communications (SIGCOMM).
Num relatório recente, a revista teve o segundo maior fator de impacto entre todos as revistas de ciência da computação, e no ranking do "the Australasian computer science journal" ela recebeu o ranking mais alto possível “A*”.